# Woiwodschaft Sieradz (1975–1998)

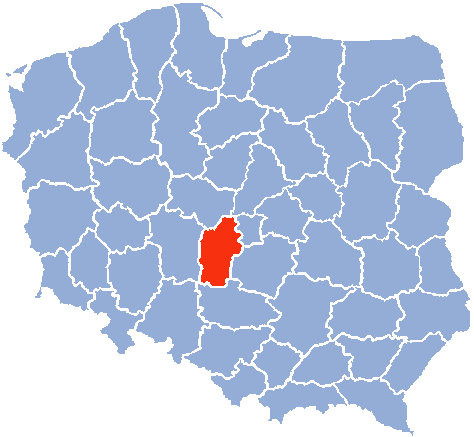
Politische Karte Polens, Woiwodschaft Sieradz rot hervorgehoben

Die Woiwodschaft Sieradz (pl.: Województwo sieradzkie) war in den Jahren 1975 bis 1998 eine polnische Wojewodschaft, die im Zuge einer Verwaltungsreform in der heutigen Woiwodschaft Łódź (Lodsch) aufging. Die Hauptstadt war Sieradz.
Bedeutende Städte waren (Einwohnerzahlen von 1995):
- Zduńska Wola (45.900)
- Sieradz (44.700)
- Wieluń (25.500)
- Łask (20.200)